# 米希贾姆
米希贾姆（Mihijam），是印度贾坎德邦Dumka县的一个城镇。总人口32869（2001年）。

## 人口
该地2001年总人口32869人，其中男性17489人，女性15380人；0—6岁人口4918人，其中男2547人，女2371人；识字率69.17%，其中男性为76.78%，女性为60.51%。